# Earl Bassett
Earl Bassett is een personage uit de Tremors-reeks. Hij wordt gespeeld door Fred Ward. Earl kwam voor in de eerste twee films.

## Biografie
Earl is een inwoner van het plaatsje Perfection.
In de eerste film was Earl een klusjesman samen met Valentine “Val” McKee. De twee waren duidelijk niet tevreden met hun levensstijl in Perfection. Toen in 1990 Walter Changs septische tank ontplofte terwijl zij er aan werkten was de maat vol, en besloten ze Perfection te verlaten.
Hun pogingen om weg te trekken werden telkens onderbroken. Zo vonden ze dode mensen en afgeslacht vee. Uiteindelijk waren Earl en Val de eersten die oog in oog kwamen te staan met de “daders” van deze slachtpartijen: Graboids. Ze probeerden naar Bixby te vluchten om de politie te waarschuwen, maar de Graboids blokkeerden de weg.
De twee slaagden erin een Gragboid te doden door hem tegen een betonnen muur te laten lopen. Daarna haastten ze zich terug naar Perfection om de inwoners te waarschuwen. Na een mislukte vluchtpoging met een bulldozer kwamen Earl en Val met het idee hoe ze de overige Graboids konden verslaan.
Na dit avontuur wilde Earl zijn ervaring met de Graboids gebruiken om het eindelijk te gaan maken in het leven. Hij wilde erkenning van het National Geographic tijdschrift, maar kreeg enkel een verhaal in het tijdschrift People magazine. Dat was desondanks genoeg om de interesse in Graboids op te wekken bij het grote publiek. Earl en Val werden gevraagd voor advertenties voor Nike, Inc., en er werden een strip en arcadespel gebaseerd op hun avontuur uitgebracht. Earl kreeg echter geen deel van het geld dat met de Graboid merchandising werd verdiend.
In de tweede film zat Earl dan ook weer in Perfection waar hij om rond te komen een struisvogelboerderij was begonnen. Val was inmiddels getrouwd en met pensioen.
Earl kreeg een nieuwe kans op succes toen Grady Hoover, een Graboidfanaat en bewonderaar van Earl, opdook. Hij bood hem een grote som geld aan als Earl de Graboids die waren gesignaleerd in een Mexicaans olieveld wilde verjagen. Eenmaal daar konden Earl en Grady 28 Graboids doden, wat goed was voor $1,400,000. Toen de Graboids begonnen te veranderen in Shriekers, slaagden de twee erin ook geld te verdienen met het verslaan van deze wezens. Aan het eind van de film doodden ze tientallen Shriekers in een keer met een explosie.
Terwijl hij in Mexico was ontmoette Earl Dr. Kate Reilly, een geoloog die zich ook met de Graboids bezighield. De twee kregen een relatie, en aangenomen wordt dat ergens na de gebeurtenissen uit de tweede film getrouwd zijn.
Na het avontuur in Mexico openden Earl en Grady met hun grote beloning een Graboid attractiepark genaamd “Earl and Grady's Monster World”.

## In andere media
- In Slither, een horrorfilm die in hetzelfde genre valt als de Tremors reeks, komt een middelbare school voor die naar Earl is vernoemd.